# Katarzyna Nawrot-Chorabik
Katarzyna Joanna Nawrot-Chorabik – polska leśnik, doktor habilitowany nauk rolniczych, profesor na Uniwersytecie Rolniczym im. Hugona Kołłątaja w Krakowie, specjalistka od fizjologii roślin, biotechnologii oraz fizjologii.

## Kariera naukowa
W 1996 roku na Uniwersytecie Rolniczym im. Hugona Kołłątaja w Krakowie uzyskała tytuł magistra inżyniera w zakresie ogrodnictwa. W tym samym roku została zatrudniona na tejże uczelni, a w 2004 roku na jej Wydziale Leśnym uzyskała stopień doktora nauk rolniczych w zakresie leśnictwa na podstawie rozprawy pt. Zastosowanie markerów molekularnych do oceny zmienności somaklonalnej wybranych gatunków z rodzaju Abies (Abies grandis Lindl. i Abies alba Mill.), której promotorem był Adam Dolnicki. W 2019 roku te sam wydział nadał jej stopień doktora habilitowanego nauk rolniczych w dyscyplinie leśnictwa na podstawie pracy pt. Wypracowanie metody uzyskiwania tkanki kalusa i jej zastosowanie w fizjologicznych modelach badawczych wybranych gatunków drzew leśnych.